# Optryk (håndværk)
Optryk eller optrykning er en håndværksteknik anvendt af metalarbejdere til at præge mønster eller tekst i metalplade.
Teknikken at optrykke anvendes stadig inden for håndværk og design, sløjd, husflid og kunsthåndværk; men industriel optrykning sker på trykkebænke.
En typisk begynderting fremstillet i optryk i skolen er et navneskilt. Eleven bøjer sit navn i ståltråd (Ø 1,2mm), der med malertape fæstnes på undersiden af et stykke aluminiumsplade (1mm). På enden af en træstub bankes bogstavernes konturer ned i pladen, så navnet kommer til at stå ophøjet.
Optryk er også kendt fra tidligere tiders bliklegetøj og fra mønstre i kagedåser.